# Marek Hasso-Agopsowicz
Marek Hasso-Agopsowicz (ur. 31 grudnia 1948 w Gdańsku) – polski artysta fotograf, uhonorowany tytułem Artiste FIAP (AFIAP). Członek rzeczywisty i Artysta Fotoklubu Rzeczypospolitej Polskiej Stowarzyszenia Twórców (AFRP). Członek Koła Miłośników Fotografii Akademii Trzeciego Wieku w Olsztynie. Członek Grupy Artystycznej Rezerwy Twórczej przy Uniwersytecie Warmińsko-Mazurskim w Olsztynie.

## Życiorys
Absolwent Politechniki Warszawskiej, wieloletni pracownik Uniwersytetu Warmińsko-Mazurskiego w Olsztynie, związany z olsztyńskim środowiskiem fotograficznym – od 1952 mieszka i tworzy w Olsztynie. Fotografuje od lat dziecięcych (1958). Był fotoreporterem Politechniki Warszawskiej, współpracownikiem pisma studenckiego itd oraz członkiem Warmińsko-Mazurskiego Stowarzyszenia Fotograficznego BLUR. Miejsce szczególne w jego twórczości zajmuje, fotografia kreacyjna, fotografia pejzażowa, fotografia podróżnicza. 
Marek Hasso-Agopsowicz jest autorem i współautorem wielu wystaw fotograficznych; indywidualnych i zbiorowych, pokonkursowych. Bierze aktywny udział w Międzynarodowych Salonach Fotograficznych, organizowanych (między innymi) pod patronatem FIAP, zdobywając wiele akceptacji, nagród, wyróżnień, dyplomów, listów gratulacyjnych. W 2020 roku został przyjęty w poczet członków rzeczywistych Fotoklubu Rzeczypospolitej Polskiej Stowarzyszenia Twórców (legitymacja nr 460). W 2020 roku Marek Hasso-Agopsowicz został uhonorowany tytułem honorowym Artiste FIAP (AFIAP) – przez Międzynarodową Federację Sztuki Fotograficznej FIAP, z siedzibą w Luksemburgu.

## Wystawy indywidualne
- Zabytki i galerie Meksyku – Uniwersytet Warmińsko-Mazurski (Olsztyn 2017)[8]
- Mój Izrael – Stary Ratusz WBP (Olsztyn 2018)[9]
- Kolory Atakamy – Stary Ratusz WBP (Olsztyn 2021)[6]